# Liste d'adaptations d'un film ou d'une franchise cinématographique en jeu vidéo
La liste d'adaptations d'un film ou d'une franchise cinématographique en jeu vidéo répertorie les jeux vidéo inspirés ou adaptés du cinéma, classés par ordre alphabétique.
- Haut – A
- B
- C
- D
- E
- F
- G
- H
- I
- J
- K
- L
- M
- N
- O
- P
- Q
- R
- S
- T
- U
- V
- W
- X
- Y
- Z

## 0-9
- 007 : Espion pour cible ;
- 007 : Quitte ou double ;
- 007 Legends ;
- 007 Racing ;
- 007: Nightfire ;
- 007: Quantum of Solace ;
- 1 001 Pattes ;
- 1 001 Pattes : Atelier de jeux ;
- 3 Ninjas Kick Back ;
- 9ème Compagnie.

## A
- A Dinosaur's Tale ;
- À la croisée des mondes : La Boussole d'or ;
- A Nightmare on Elm Street ;
- A Sound of Thunder ;
- Ace Ventura ;
- Action Man: Robot Atak ;
- Addams Family Values ;
- Adventures of Beetlejuice: Skeletons in the Closet ;
- Æon Flux ;
- Aladdin ;
- Aladdin ;
- Aladdin ;
- Aladdin : La Revanche de Nasira ;
- Alex Rider: Stormbreaker ;
- Alexandre ;
- Alice au pays des merveilles ;
- Alice au pays des merveilles ;
- Alien ;
- Alien ;
- Alien 3 ;
- Alien 3: The Gun ;
- Alien Resurrection ;
- Alien Trilogy ;
- Alien vs. Predator ;
- Alien vs. Predator ;
- Alien vs. Predator ;
- Alien: Isolation ;
- Aliens versus Predator ;
- Aliens versus Predator 2 ;
- Aliens versus Predator 2: Primal Hunt ;
- Aliens vs. Predator ;
- Aliens vs. Predator: Extinction ;
- Aliens vs. Predator: Requiem ;
- Aliens: A Comic Book Adventure ;
- Aliens: Colonial Marines ;
- Aliens: Infestation ;
- Aliens: Thanatos Encounter ;
- Alvin et les Chipmunks ;
- American Gangster: The Mobile Game ;
- American Pie: The Mobile Game ;
- Angry Birds Star Wars ;
- Angry Birds Star Wars II ;
- Arctic Tale ;
- Ariel the Little Mermaid ;
- Armagetron ;
- Arthur et les Minimoys ;
- Astérix : Le Coup du menhir ;
- Astérix : Le Domaine des dieux ;
- Astérix aux Jeux olympiques ;
- Astérix et Obélix contre César ;
- Astérix et Obélix XXL ;
- Atlantide, l'empire perdu ;
- AVP: Evolution ;
- Azur et Asmar.

## B
- Back to the Future ;
- Back to the Future Part III ;
- Bad Boys 2 ;
- Ballistic: Ecks vs. Sever II ;
- Batman ;
- Batman Begins ;
- Battleship ;
- Beauty and the Beast: A Board Game Adventure ;
- Beauty and the Beast: Belle's Quest ;
- Beauty and the Beast: Roar of the Beast ;
- Beetlejuice ;
- Beverly Hills Cop ;
- Beverly Hills Cop ;
- Bienvenue chez les Robinson ;
- Blade ;
- Blade 2: Bloodlust ;
- Blade Runner ;
- Blade Runner ;
- Blanche-Neige et les Sept Nains ;
- Blood Stone 007 ;
- Bob l'éponge, le film ;
- Bons baisers de Russie ;
- Bram Stoker's Dracula ;
- Braquage à l'italienne.

## C
- Captain America : Super Soldat ;
- Cars 2 ;
- Cars 3 : Course vers la victoire ;
- Cars : La Coupe internationale de Martin ;
- Cars : Quatre Roues ;
- Cars: Race-O-Rama ;
- Catwoman ;
- Chaos Island: The Lost World - Jurassic Park ;
- Charlie et la Chocolaterie ;
- Charlie's Angels ;
- Chasseurs de dragons ;
- Chicken Little ;
- Chicken Run ;
- Cliffhanger ;
- Congo The Movie: Descent into Zinj ;
- Congo The Movie: The Lost City of Zinj ;
- Constantine ;
- Cool World ;
- Cutthroat Island.

## D
- Daffy Duck dans le rôle de Duck Dodgers ;
- Daredevil ;
- Day Watch ;
- Days of Thunder ;
- Death Race ;
- Demain ne meurt jamais ;
- Demolition Man ;
- Dick Tracy ;
- Dick Tracy ;
- Die Hard ;
- Die Hard ;
- Die Hard : Piège de cristal ;
- Die Hard Arcade ;
- Die Hard Trilogy ;
- Die Hard Trilogy 2: Viva Las Vegas ;
- Die Hard: Vendetta ;
- DinoCity ;
- Dirty Harry ;
- Discs of Tron ;
- Disney's Extreme Skate Adventure ;
- Disney's Story Studio: Mulan ;
- Disney's The Little Mermaid ;
- Dragon: The Bruce Lee Story ;
- Dragonball Evolution ;
- Dragons ;
- DreamWorks Super Star Kartz ;
- Driven ;
- Droopy's Tennis Open.

## E
- E.T. l'extra-terrestre : Le 20e anniversaire ;
- E.T. the Extra-Terrestrial ;
- Ecks vs. Sever ;
- Eragon ;
- Extreme Ghostbusters: Code Ecto-1.

## F
- Fantasia ;
- Fight Club ;
- Firefox ;
- Fourmiz Extreme Racing ;
- Frère des ours ;
- Friday the 13th.

## G
- G.I. Joe : Le Réveil du Cobra ;
- Gang de requins ;
- Ghost Rider ;
- Ghostbusters ;
- Ghostbusters ;
- Ghostbusters II ;
- GLTron ;
- Godzilla ;
- Godzilla Generations ;
- Godzilla: Destroy All Monsters Melee ;
- Godzilla: Save the Earth ;
- Godzilla: Unleashed ;
- GoldenEye 007 ;
- GoldenEye 007 (2010) ;
- GoldenEye : Au service du mal ;
- GoldenEye: Source ;
- Green Lantern : La Révolte des Manhunters ;
- Gremlins ;
- Gremlins 2: The New Batch ;
- Gremlins 2: The New Batch ;
- Gremlins: Stripe vs. Gizmo ;
- Gunhed.

## H
- Happy Feet ;
- Happy Feet 2 ;
- Hare Raising Havoc ;
- Harry Potter : Coupe du monde de quidditch ;
- Harry Potter : Secret à Poudlard ;
- Harry Potter à l'école des sorciers ;
- Harry Potter et l'Ordre du phénix ;
- Harry Potter et la Chambre des secrets ;
- Harry Potter et la Coupe de feu ;
- Harry Potter et le Prince de sang-mêlé ;
- Harry Potter et le Prisonnier d'Azkaban ;
- Harry Potter et les Reliques de la Mort ;
- Heavy Metal: FAKK2 ;
- Hercule ;
- Home Alone ;
- Home Alone 2: Lost in New York ;
- Hook ;
- Hook ;
- Hook ;
- Hôtel Transylvanie ;
- Hulk.

## I
- Independence Day ;
- Indiana Jones and the Last Crusade: The Action Game ;
- Indiana Jones and the Temple of Doom ;
- Indiana Jones et la Dernière Croisade ;
- Indiana Jones et la Machine infernale ;
- Indiana Jones et le Mystère de l'Atlantide ;
- Indiana Jones et le Sceptre des rois ;
- Indiana Jones et le Tombeau de l'empereur ;
- Indiana Jones' Greatest Adventures ;
- Instruments of Chaos starring Young Indiana Jones ;
- Iron Man ;
- Iron Man 2.

## J
- James Bond 007 ;
- James Bond 007 : Le monde ne suffit pas ;
- James Bond 007: The Duel ;
- James Bond Jr. ;
- James Cameron's Avatar: The Game ;
- Jaws Unleashed ;
- Jimmy Neutron, un garçon génial ;
- Journey to Silius ;
- Judge Dredd ;
- Jumper: Griffin's Story ;
- Jurassic Park ;
- Jurassic Park ;
- Jurassic Park ;
- Jurassic Park ;
- Jurassic Park ;
- Jurassic Park 3: Dino Attack ;
- Jurassic Park 3: Park Builder ;
- Jurassic Park 3: The DNA Factor ;
- Jurassic Park III: Danger Zone! ;
- Jurassic Park III: Dino Defender ;
- Jurassic Park Part 2: The Chaos Continues ;
- Jurassic Park: Operation Genesis ;
- Jurassic Park: Rampage Edition ;
- Jurassic Park: The Game ;
- Jurassic Park: Trespasser.

## K
- Kinect Héros : Une aventure Disney-Pixar ;
- Kinect Star Wars
- King Kong ;
- Kirikou ;
- Kirikou et les Bêtes sauvages ;
- Kung Fu Panda ;
- Kung-Fu Master ;
- Kuzco, l'empereur mégalo
- kelly prénom de fille.

## L
- L'Âge de glace ;
- L'Âge de glace 2 ;
- L'Âge de glace 3 : Le Temps des dinosaures ;
- L'Âge de glace 4 : La Dérive des continents - Jeux de l'Arctique ;
- L'Étrange Noël de monsieur Jack : La Revanche d'Oogie ;
- L'Étrange Noël de monsieur Jack : Le Roi des citrouilles ;
- La Cité des enfants perdus ;
- La Ferme en folie ;
- La Grande Aventure Lego, le jeu vidéo ;
- La Grande Évasion ;
- La Légende de Beowulf ;
- La Planète au trésor ;
- La Planète au trésor : La Bataille de Procyon ;
- La Planète des singes ;
- La Somme de toutes les peurs ;
- Là-haut ;
- Labyrinth: The Computer Game ;
- Last Action Hero ;
- Le Chat potté ;
- Le Livre de la jungle ;
- Le Monde de Narnia : Le Lion, la Sorcière blanche et l'Armoire magique ;
- Le Monde de Narnia : Le Prince Caspian ;
- Le Monde de Nemo ;
- Le Monde de Nemo 2 : L'Aventure continue ;
- Le Monde de Nemo : Course vers l'océan ;
- Le Monde perdu : Jurassic Park ;
- Le Parrain ;
- Le Parrain 2 ;
- Le Pôle express ;
- Le Règne du feu ;
- Le Roi lion ;
- Le Roi lion ;
- Le Roi lion : Atelier de jeux ;
- Le Roi Scorpion : L'Ascension de l'Akkadien ;
- Le Seigneur des anneaux : La Communauté de l'anneau ;
- Le Seigneur des anneaux : Le Retour du roi ;
- Le Seigneur des anneaux : Les Deux Tours ;
- Le Tour du monde en 80 jours ;
- Lego Creator: Harry Potter ;
- Lego Dimensions ;
- Lego Harry Potter : Années 1 à 4 ;
- Lego Harry Potter : Années 5 à 7 ;
- Lego Indiana Jones 2 : L'aventure continue ;
- Lego Indiana Jones : La Trilogie originale ;
- Lego Jurassic World ;
- Lego Le Hobbit ;
- Lego Le Seigneur des anneaux ;
- Lego Les Indestructibles ;
- Lego Pirates des Caraïbes, le jeu vidéo ;
- Lego Star Wars : La Saga complète ;
- Lego Star Wars : La Saga Skywalker ;
- Lego Star Wars : Le Réveil de la Force ;
- Lego Star Wars II: La Trilogie originale ;
- Lego Star Wars III: The Clone Wars ;
- Lego Star Wars, le jeu vidéo ;
- Les 101 Dalmatiens 2 : Sur la trace des héros ;
- Les 101 Dalmatiens : Escape from DeVil Manor ;
- Les 102 Dalmatiens : Les Chiots disparus ;
- Les 102 Dalmatiens à la rescousse ! ;
- Les Aventures de Buzz l'Éclair ;
- Les Aventures de Porcinet ;
- Les Aventures de Tintin : Le Secret de La Licorne ;
- Les blancs ne savent pas sauter ;
- Les Chroniques de Spiderwick ;
- Les Cinq Légendes ;
- Les Désastreuses Aventures des orphelins Baudelaire ;
- Les Grandes Aventures de Wallace et Gromit ;
- Les Indestructibles ;
- Les Indestructibles : La Terrible Attaque du Démolisseur ;
- Les Looney Tunes passent à l'action ;
- Les Mondes de Ralph ;
- Les Quatre Fantastiques ;
- Les Quatre Fantastiques : Flame On ;
- Les Quatre Fantastiques et le Surfer d'argent ;
- Les Razmoket à Paris, le film ;
- Les Razmoket, le film ;
- Les Rebelles de la forêt ;
- Les Rois de la glisse ;
- Lilo et Stitch : Ouragan sur Hawaï ;
- Lucas, fourmi malgré lui.

## M
- Mad Max ;
- Madagascar ;
- Madagascar 3 : Bons baisers d'Europe ;
- Madagascar : Opération Pingouins ;
- Men in Black: Alien Crisis ;
- Miami Vice: The Game ;
- Michael Jackson's Moonwalker ;
- Minority Report: Everybody Runs ;
- Mission impossible ;
- Mission: Impossible - Operation Surma ;
- Monopoly Star Wars ;
- Monster High : 13 Souhaits ;
- Monstres et Cie ;
- Monstres et Cie : Atelier de jeux ;
- Monstres et Cie : L'Île de l'épouvante.

## N
- Navy Seals ;
- New Ghostbusters 2 ;
- Night Watch ;
- No Escape ;
- Nos voisins, les hommes ;
- NYR: New York Race.

## O
- Oliver et Compagnie ;
- Operation Stealth.

## P
- Pacific Rim ;
- Pinocchio ;
- Pirates des Caraïbes ;
- Pirates des Caraïbes : Jusqu'au bout du monde ;
- Pirates des Caraïbes : L'Armée des Damnés ;
- Pirates des Caraïbes : La Légende de Jack Sparrow ;
- Pirates des Caraïbes : Le Secret du coffre maudit ;
- Planes ;
- Planet of the Apes: Last Frontier ;
- Platoon ;
- Platoon ;
- Pocahontas ;
- Predator 2 ;
- Predator: Concrete Jungle ;
- Predators.

## Q
- Quest for Camelot.

## R
- R.I.P.D. The Game ;
- Raiders of the Lost Ark ;
- Rambo 3 ;
- Ratatouille ;
- Ratatouille : Cuisine en délire ;
- Ratchet and Clank ;
- Rebelle ;
- Retour vers le futur, le jeu ;
- Robin des Bois, prince des voleurs ;
- RoboCop ;
- RoboCop ;
- RoboCop ;
- RoboCop 2 ;
- RoboCop 3 ;
- RoboCop versus The Terminator ;
- Robots ;
- Rocky ;
- Rocky ;
- Rocky Balboa ;
- Rocky Legends ;
- Rocky Super Action Boxing.

## S
- Saw ;
- Saw II: Flesh and Blood ;
- Scan Command: Jurassic Park ;
- Scarface: The World Is Yours ;
- Seven Samurai 20XX ;
- Shrek ;
- Shrek 2 ;
- Shrek 2 : La Charge zéroïque ;
- Shrek le troisième ;
- Shrek: Smash n' Crash Racing ;
- Shrek: Super Slam ;
- SOS Fantômes, le jeu vidéo ;
- Souris City ;
- Speed Racer, le jeu vidéo ;
- Spider-Man ;
- Spider-Man 2 ;
- Spider-Man 3 ;
- Spirit, l'étalon des plaines ;
- Star Wars ;
- Star Wars ;
- Star Wars ;
- Star Wars 1313 ;
- Star Wars: Droids ;
- Star Wars : Insurrection ;
- Star Wars : Le Pouvoir de la Force ;
- Star Wars : Le Pouvoir de la Force 2 ;
- Star Wars : Les Héros de la galaxie ;
- Star Wars Arcade ;
- Star Wars Battlefront ;
- Star Wars Battlefront II ;
- Star Wars Chess ;
- Star Wars Episode I: Jedi Power Battles ;
- Star Wars Episode I: Obi-Wan's Adventures ;
- Star Wars Episode I: Racer ;
- Star Wars Galaxies ;
- Star Wars Jedi Knight II: Jedi Outcast ;
- Star Wars Jedi Knight: Jedi Academy ;
- Star Wars Trilogy: Apprentice of the Force ;
- Star Wars Trilogy: Arcade ;
- Star Wars, épisode I : La Menace fantôme ;
- Star Wars, épisode II : L'Attaque des clones ;
- Star Wars, épisode III : La Revanche des Sith ;
- Star Wars: Battle for Naboo ;
- Star Wars: Battle Pod ;
- Star Wars: Battlefront ;
- Star Wars: Battlefront - Elite Squadron ;
- Star Wars: Battlefront - Renegade Squadron ;
- Star Wars: Battlefront II ;
- Star Wars: Bounty Hunter ;
- Star Wars: Clone Wars Adventures ;
- Star Wars: Commander ;
- Star Wars: Dark Forces ;
- Star Wars: Demolition ;
- Star Wars: Droid Works ;
- Star Wars: Empire at War ;
- Star Wars: Empire at War - Forces of Corruption ;
- Star Wars: Flight of the Falcon ;
- Star Wars: Force Commander ;
- Star Wars: Galactic Battlegrounds ;
- Star Wars: Jedi Arena ;
- Star Wars: Jedi Knight - Dark Forces 2 ;
- Star Wars: Jedi Knight - Mysteries of the Sith ;
- Star Wars: Jedi Starfighter ;
- Star Wars: Knights of the Old Republic ;
- Star Wars: Knights of the Old Republic 2 - The Sith Lords ;
- Star Wars: Lethal Alliance ;
- Star Wars: Masters of Teräs Käsi ;
- Star Wars: Obi-Wan ;
- Star Wars: Racer Arcade ;
- Star Wars: Racer Revenge ;
- Star Wars: Rebel Assault ;
- Star Wars: Rebel Assault 2 - The Hidden Empire ;
- Star Wars: Rebellion ;
- Star Wars: Republic Commando ;
- Star Wars: Return of the Jedi ;
- Star Wars: Return of the Jedi - Death Star Battle ;
- Star Wars: Rogue Squadron ;
- Star Wars: Rogue Squadron II - Rogue Leader ;
- Star Wars: Rogue Squadron III - Rebel Strike ;
- Star Wars: Shadows of the Empire ;
- Star Wars: Starfighter ;
- Star Wars: Super Bombad Racing ;
- Star Wars: The Clone Wars ;
- Star Wars: The Clone Wars - Duels au sabre laser ;
- Star Wars: The Clone Wars - L'Alliance Jedi ;
- Star Wars: The Clone Wars - Les Héros de la République ;
- Star Wars: The Empire Strikes Back ;
- Star Wars: The Empire Strikes Back ;
- Star Wars: The Empire Strikes Back ;
- Star Wars: The New Droid Army ;
- Star Wars: The Old Republic ;
- Star Wars: TIE Fighter ;
- Star Wars: Tiny Death Star ;
- Star Wars: X-Wing ;
- Star Wars: X-Wing Alliance ;
- Star Wars: X-Wing vs. TIE Fighter ;
- Star Wars: Yoda Stories ;
- Stargate ;
- Starship Troopers: Terran Ascendancy ;
- Street Fighter: The Movie ;
- Street Fighter: The Movie ;
- Stuart Little 2 ;
- Stuart Little : La Folle Escapade ;
- Super Star Wars ;
- Super Star Wars: Return of the Jedi ;
- Super Star Wars: The Empire Strikes Back ;
- Superman Returns.

## T
- Tarzan ;
- Taxi 2 ;
- Taxi 3 ;
- Tempête de boulettes géantes ;
- Terminator ;
- Terminator 2: Judgment Day ;
- Terminator 2: Judgment Day ;
- Terminator 3 : La Guerre des machines ;
- Terminator 3 : Le Soulèvement des machines ;
- Terminator 3: The Redemption ;
- Terminator : Un autre futur ;
- Terminator Genisys: Future War ;
- Terminator Renaissance ;
- Terminator Salvation ;
- The Addams Family ;
- The Blues Brothers ;
- The Crow: City of Angels ;
- The Flintstones ;
- The Flintstones ;
- The Goonies ;
- The Goonies II ;
- The Hunt for Red October ;
- The Hunt for Red October ;
- The Italian Job ;
- The Lawnmower Man ;
- The Living Daylights ;
- The Lost World: Jurassic Park ;
- The Mask ;
- The Pagemaster ;
- The Punisher ;
- The Scorpion King: Sword of Osiris ;
- The Terminator ;
- The Terminator ;
- The Terminator: Future Shock ;
- The Terminator: SkyNET ;
- The Warriors ;
- The Wild ;
- Tom and Jerry: Frantic Antics! ;
- Top Gun: Combat Zones ;
- Top Gun: Firestorm ;
- Total Recall ;
- Toy Story ;
- Toy Story 2 : Buzz l'Éclair à la rescousse ! ;
- Toy Story 3 ;
- Toy Story Mania! ;
- Toy Story Racer ;
- Toys: Let the Toy Wars Begin! ;
- Transformers 3 : La Face cachée de la Lune ;
- Transformers : La Revanche ;
- Transformers, le jeu ;
- Tron ;
- Tron 2.0 ;
- Tron: Evolution ;
- Tron: Evolution - Les Batailles du damier ;
- True Lies.

## U
- Underworld: The Eternal War ;
- Une nouvelle élève à Monster High ;
- Une nuit en enfer ;
- Universal Soldier ;
- Uridium.

## V
- Van Helsing ;
- Vera Jones : La Légende des sept reliques ;
- Virus ;
- Volt, star malgré lui.

## W
- WALL-E ;
- Wanted : Les Armes du destin ;
- Wargames ;
- Warlock ;
- Warpath: Jurassic Park ;
- Waterworld ;
- Wayne's World ;
- Who Framed Roger Rabbit ;
- Willow ;
- Willow ;
- Wonderbook: Book of Spells.

## X
- X-Men Origins: Wolverine ;
- X-Men, le jeu officiel ;
- XXX.

## Y
- Young Sherlock: The Legacy of Doyle.